# Christoph Mittelhessen
Christoph Mittelhessen ist der Funkrufname eines auf dem Flugplatz Reichelsheim (EDFB) stationierten Intensivtransporthubschraubers der Johanniter-Unfall-Hilfe. Einsätze werden nur am Tag, also von Sonnenaufgang bis Sonnenuntergang, geflogen. Sein Einsatzgebiet umfasst ganz Deutschland.

## Geschichte
Die Johanniter-Unfall-Hilfe betreibt am Flugplatz Reichelsheim seit 1996 einen Intensivtransporthubschrauber, welcher durch das Land Hessen geduldet wird. Seit 2006 trug dieser den Rufnamen Christoph Hessen. Im Nord-Westen Hessens existierte zu diesem Zeitpunkt eine Lücke im hessischen Luftrettungsnetz, welches aus den Rettungshubschraubern Christoph 2, Christoph 7, und Christoph 28 bestand. Aus diesem Grund wurde ein Standort für den Hubschrauber gesucht.
Im Jahr 2010 erfolgte die Beauftragung der Johanniter-Unfall-Hilfe durch das Land Hessen für den Betrieb des Hubschraubers. Der neue Standort Gießen wurde nach luftfahrtrechtlichen Prüfungen genehmigt und 2014 erfolgte die Inbetriebnahme des Luftrettungszentrums Gießen mit Christoph Gießen. Christoph Hessen wurde daraufhin zu Christoph Mittelhessen umbenannt und ist weiterhin in Reichelsheim stationiert. Somit gibt es also mittlerweile zwei Hubschrauber der Johanniter-Unfall-Hilfe in Hessen.